# Bruški martirij
Bruški martirij hrvatski je dokumentarni film iz 2018. godine. Govori o ratnom zločinu počinjenom za vrijeme Domovinskog rata u zaseoku Gornji Marinovići u bukovičkom selu Bruška nedaleko Benkovca, kada su uoči katoličkog Božića 21. prosinca 1991. pripadnici Martićeve milicije bez milosti ubili deset hrvatskih civila. 
Redatelj, scenarist i montažer je Luka Klapan kojemu je ovo treći film o Domovinskom ratu, nakon filmova Pridraga: ratna sjećanja i Glas Medviđe. Suradnik na scenariju je Marinko Marinović.
Svečana premijera filma bila je u Kneževoj palači u Zadru 21. prosinca 2018. godine, na samu obljetnicu stradanja nedužnih hrvatskih civila iz Bruške.

## Radnja
Dokumentarni film Bruški martirij vodi nas u pitoreskno bukovičko mjesto Brušku i upoznaje sa svojim stanovnicima koji svjedoče surovom životu u tom kraju. Sudionici i svjedoci svirepog zločina kojeg film napose obrađuje razotkrivaju nam strahote koje su tada proživljavali, iznose činjenice i opisuju događaje koji su ostali duboko ukorijenjeni u njihovim sjećanjima.

## Vanjske poveznice
- Bruški martirij - trailer
- Redatelj Luka Klapan: ‘Nema sela u Bukovici i Ravnim kotarima gdje Srbi nisu ubijali Hrvate’  Narod.hr. 10. lipnja 2020.